# Джейн Лу
Доктор Джейн Х. Лу (англ. Jane Luu, в'єтнамська :Lưu Lệ Hằng; нар. липень 1963) — американська астрономка в'єтнамського походження. Лауреатка премії Кавлі (спільно з Девідом С. Джевіттом і Майклом Брауном) 2012 року «за виявлення і характеристику пояса Койпера та його найбільших об'єктів, роботи, що призвели до великого прогресу в розумінні історії нашої планетної системи».

## Дитинство
Народилась у липні 1963 року в Південному В'єтнамі. Її батько працював перекладачем для армії США. Батько навчав її французької, що стало початком її любові до мов.
Родина Лу емігрувала до США як біженці у 1975 році, коли впав уряд Південного В'єтнаму, і оселилися в Кентуккі, де мали родичів. Візит до Лабораторії реактивного руху надихнув її на вивчення астрономії. Вона вступила до Стенфордського університету, здобувши бакалаврський ступінь у 1984 році.

## Відкриттяпояса Койпера
Будучи аспіранткою в Каліфорнійському університеті в Берклі і Массачусетському технологічному інституті, Джейн Лу працювала з Девідом С. Джуїттом, займаючись пошуком транснептунових об'єктів. У 1992 році, після п'яти років спостережень, вони виявили перший об'єкт пояса Койпера після Плутона та його найбільшого супутника Харона, використовуючи 2,2-метровий телескоп Гавайського університету на Мауна-Кеа. Цим об'єктом став 1992 QB1, якому Лу і Джуїтт дали прізвисько «Смайлик». 1991 року Американське астрономічне товариство присудило Джейн Лу премію Енні Дж. Кеннон з астрономії. У 1992 році Лу отримала стипендію Габбла від інституту космічного телескопа й розпочала роботу в університеті Каліфорнії в Берклі. На її честь названо астероїд Лу (5430). Джейн Лу отримала докторський ступінь у 1992 році в Массачусетському технологічному інституті.

## Професійне життя
У 1994 Джейн Лу стала професором Гарвардський університет, а також професором Лейденського університету в Нідерландах. Провівши деякий час у Європі, повернулась до США та працювала в Лабораторії Лінкольна та Массачусетському технологічному інституті.
У грудні 2004 року Лу і Джуїтт повідомили про відкриття кристалічного водяного льоду на 50000 Кваварі, який на той час був найбільшим відомим об'єктом пояса Койпера, а також зафіксували наявність там гідрату аміаку. У своїй доповіді вони висловили припущення, що лід, ймовірно, сформувався під землею, піднявшись після зіткнення Квавара з іншим об'єктом пояса Койпера кілька мільйонів років тому.
У 2012 році Джейн Лу (разом з Девідом Джуїттом з Каліфорнійського університету в Лос-Анджелесі) отримала премію премію Шао «за відкриття і характеристику транснептунових тіл, скарб, що дає інформацію про формування Сонячної системи і є джерелом короткоперіодичних комет» і премію Кавлі (спільно з Джуїттом і Майклом Брауном) «за виявлення і характеристику пояса Койпера і його найбільших об'єктів, роботу, яка призвела до великого прогресу в розумінні історії нашої планетної системи».

## Особисте життя
Джейн Лу любить мандрувати, працювала в організації «Врятуйте дітей» у Непалі. Вона любить проводити час на свіжому повітрі і грає на віолончелі. Має чоловіка, Ронні Хогерверфа, також астронома.

## Відзнаки та нагороди
- 1991 Annie J. Cannon Award in Astronomy.
- 2012 Премія Шао з астрономії[12].
- 2012 Премія Кавлі з астрофізики[13].
- Астероїд 5430 Лу названо на честь Джейн 1 липня 1966 (M.P.C. 27459)[7][14].
- Входить до Норвезької академії наук[15].

## Публікації
- NASA Astrophysics Data System publication listing — понад 200 публікацій.
- Luu, Jane; D.C. Jewitt & C. Trujillo (2000). «Water ice in 2060 Chiron and its implications for Centaurs and Kuiper Belt objects». Astrophysical Journal. 531 (2): L151–L154.
- Luu, Jane; D.C. Jewitt (1998). «Deep Imaging of the Kuiper Belt with the Keck 10-Meter Telescope». Astrophysical Journal. 502 (1): L91–L94. Bibcode:1998ApJ…502L..91L. doi:10.1086/311490.
- Luu, Jane; B. Marsden; D.C. Jewitt; C. Trujillo; C. Hegenrother; J. Chen & W. Offutt (1997). «A New Dynamical Class of Object in the Outer Solar System». Nature. 387 (6633): 573. Bibcode:1997Natur.387..573L. doi:10.1038/42413.
- Luu, Jane; D.C. Jewitt (1996). «Color Diversity among the Centaurs and Kuiper Belt Objects». Astronomical Journal. 112: 2310—2318. Bibcode:1996AJ….112.2310L. doi:10.1086/118184.
- Luu, Jane; D.C. Jewitt (1992). «High Resolution Surface Brightness Profiles of Near-Earth Asteroids». Icarus. 97 (2): 276—287. Bibcode:1992Icar…97..276L. doi:10.1016/0019-1035(92)90134-S.
- Luu, Jane (1991). «CCD Photometry and Spectroscopy of Outer Jovian Satellites». Astronomical Journal. 102: 1213—1225. Bibcode:1991AJ….102.1213L. doi:10.1086/115949.
- Crystalline Ice on Kuiper Belt Object (50000) Quaoar [Архівовано 25 грудня 2004 у Wayback Machine.] (спільно з Девідом Джуїттом, опублікована 9 грудня 2004 року в журналі Nature).
- The Shape Distribution of Kuiper Belt Objects [Архівовано 5 лютого 2012 у Wayback Machine.] (спільно з Pedro Lacerda, червень 2003).
- Comet Impact on McMaster (підсумок презентації, листопад 2001).
- Accretion in the Early Kuiper Belt I. Coagulation and Velocity Evolution (спільно з Scott J. Kenyon, опубліковано у травні 1998, Astronomical Journal).
- Optical and Infrared Reflectance Spectrum of Kuiper Belt Object 1996 TL66 (спільно з Д. Джуїттом, січень 1998).